# 中森製薬
中森製薬株式会社（なかもりせいやく）は、宮崎県宮崎市に本社を置く動物用の医薬品を製造する製薬会社。

## 概要
- 企業名　中森製薬株式会社
- 沿革
  - 1836年（天保7年）　創業
  - 1947年（昭和22年）　設立
- 代表者　代表取締役社長　中森敏雄
- 本社所在地　宮崎県宮崎市佐土原町東上那珂17880-35　宮崎テクノリサーチパーク内